# Elect the Dead
Elect The Dead (2007) er Serj Tankians første soloplade.

## Spor
1. Empty Walls
2. The Unthinking Majority
3. Money
4. Feed Us
5. Saving Us
6. Sky Is Over
7. Baby
8. Honking Antelope
9. Lie Lie Lie
10. Praise The Lord And Pass The Ammunation
11. Beethoven's C***
12. Elect The Dead
13. The Reverend King

## Bonus-cd
1. Blue
2. Empty Walls (acoustic)
3. Feed Us (acoustic)
4. Falling Stars